# Cytoarchitektonika

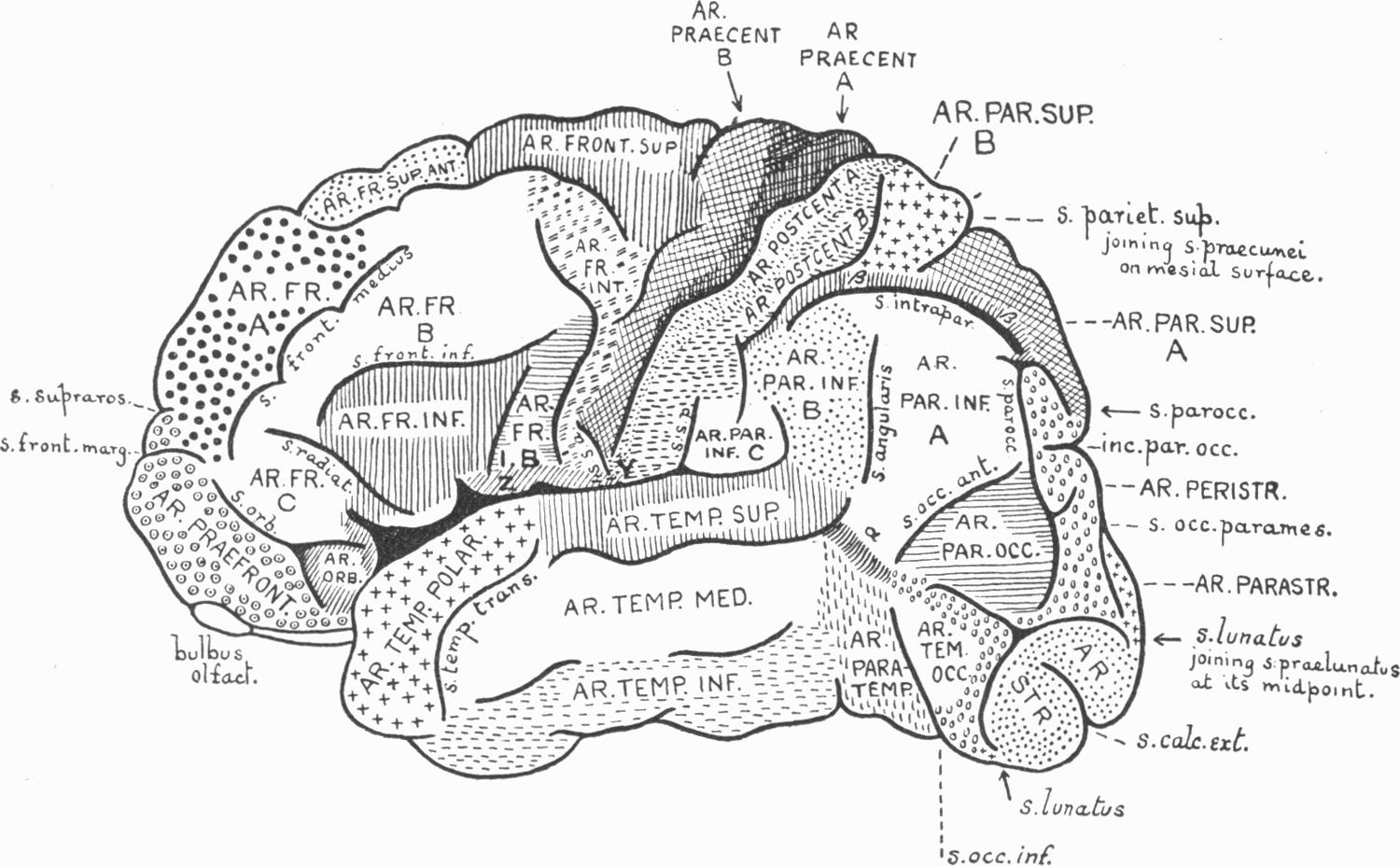
Ilustracja z pracy Elliota Smitha z 1907 roku

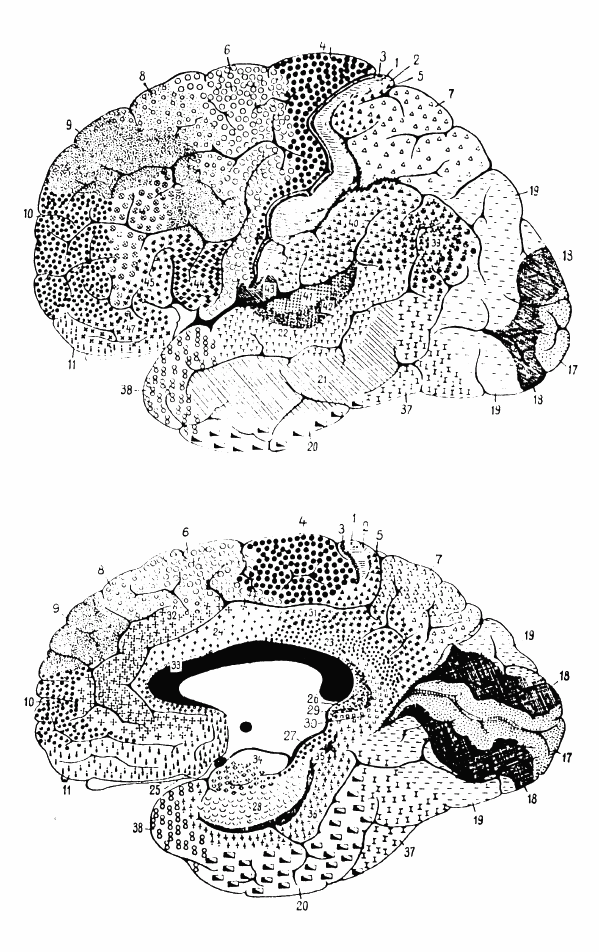
Mapy Brodmanna (1909)

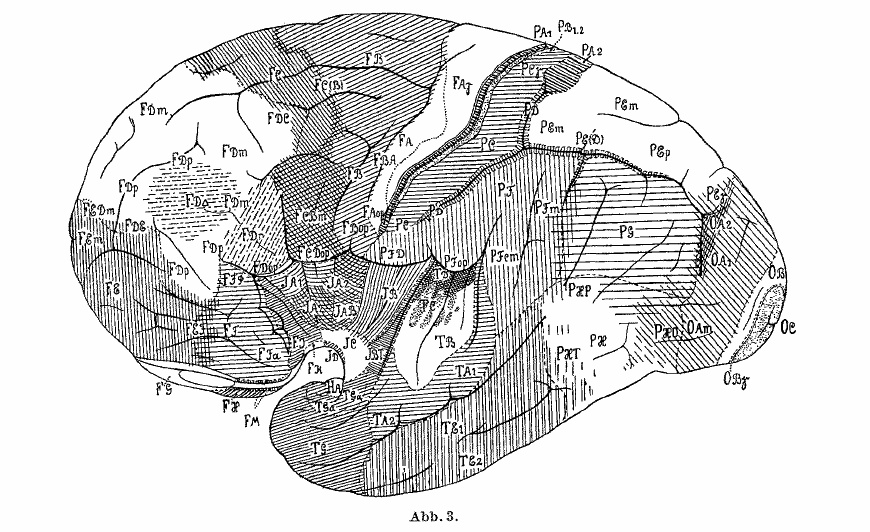
Mapa cytoarchitektoniki ludzkiego mózgu zamieszczona w pracy Constantina von Economo z 1929 roku

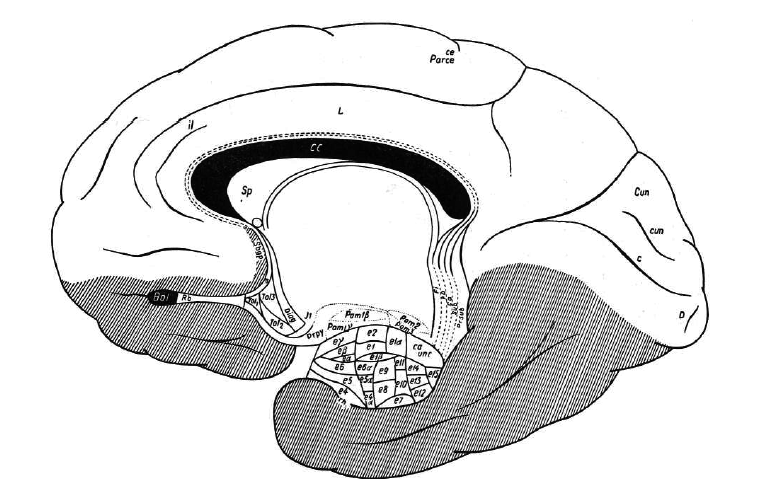
Mapa Maksymiliana Rose

Cytoarchitektonika (ang. cytoarchitectonics, z gr. κύτος = komórka + αρχιτεκτονική = architektura) – nauka zajmująca się organizacją komórek organizmu. Odnosi się przede wszystkim do budowy ośrodkowego układu nerwowego: mózgowia i rdzenia kręgowego. Komplementarna dziedzina badań nad układem włókien mielinowych to mieloarchitektonika (ang. myeloarchitectonics, z gr. μυελός = szpik + αρχιτεκτονική). Pola mieloarchitektoniczne w pewnym stopniu pokrywają się z cytoarchitektonicznymi.
Pierwsze badania cytoarchitektoniczne ludzkiej kory mózgowej prowadził wiedeński psychiatra Theodor Meynert. W 1867 roku opisał różnice histologiczne pomiędzy budową istoty szarej półkul mózgu w zależności od okolicy. Kolejnymi, którzy odkrywali te różnice byli Alfred Walter Campbell, który przedstawił podział kory mózgu na 14 obszarów, działający w Kairze australijski neurolog Sir Elliot Smith, autor podziału na 50 pól, niemiecki neurolog Korbinian Brodmann, który badając człowieka i naczelne wyróżnił 52 pola (z czego 44 u ludzi, a pozostałe 8 u naczelnych), oraz neurolodzy Constantin von Economo i Georg N. Koskinas, którzy wyszczególnili 107 pól. Economo i Koskinas wprowadzili oznaczenia literowe; pierwsze litery nazw pół określały, w obrębie którego płatu mózgu się ono znajduje (F – płat czołowy, P – ciemieniowy, T – skroniowy, O – potyliczny, L – limbiczny, H – hipokamp). 
Mieloarchitektoniką zajmował się przede wszystkim Theodor Kaes. Dalsze prace prowadzili Oskar i Cecile Vogtowie, według których wyróżniono około 200 pól mieloarchitektonicznych. 
W Polsce cytoarchitektonikę badał głównie Maksymilian Rose, twórca autorskiego podziału opartego na filogenezie mózgowia. W Związku Radzieckim prace na ten temat publikowali Siemion Sarkisow i Iwan Filimonow. Filiminow i współpracownicy uwzględnili zmienności osobnicze, dodali też pola dodatkowe do klasyfikacji Brodmanna, oznaczając je dwiema liczbami (np. 31/4).
Obecnie najczęściej stosowany jest podział Brodmanna.